# Jamling Tenzing Norgay

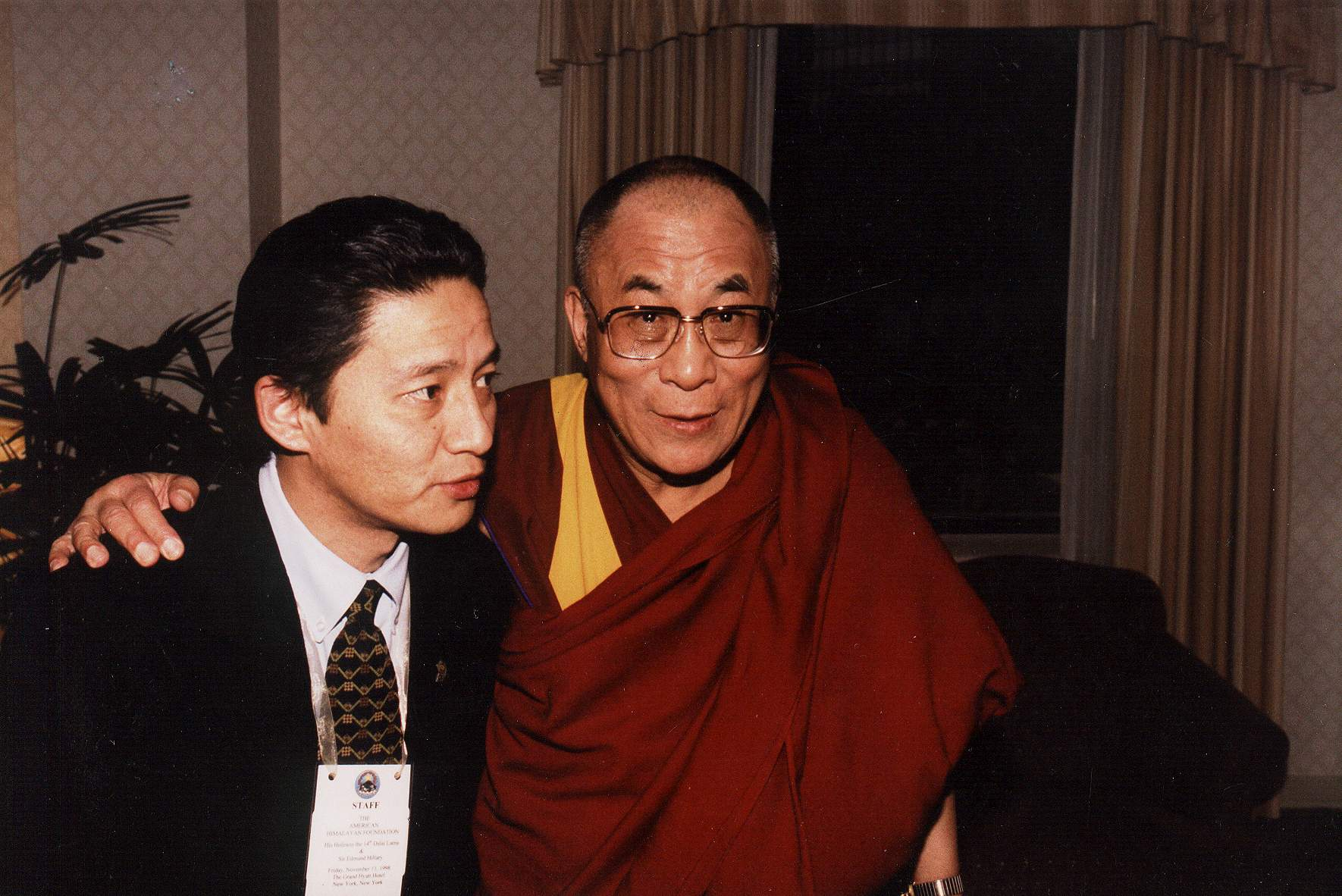
Jamling Tenzing Norgay med Dalai Lama.

Jamling Tenzing Norgay, född 23 april 1965 i Darjeeling, Indien, är en nepalesisk sherpa och bergsbestigare, son till Tenzing Norgay.
Jamling Norgay besteg själv Mount Everest den 23 maj 1996 i David Breashears IMAX-expedition. Expeditionen syftade till inspelningen av en dokumentär i dåtidens största filmformat IMAX och enbart kameran vägde 23 kilo. Den bars av expeditionens sherpor ända upp till toppen där de filmade. Bedriften överskuggades dock av katastrofen 10 maj då 12 personer omkom på berget, bland annat ur Rob Halls och Scott Fischers expeditioner.